# Colegio Helvetia
Das Colegio Helvetia, abgekürzt CHB für Colegio Helvetia de Bogotá, ist eine private mehrsprachige Schweizerschule in Bogotá, der Hauptstadt Kolumbiens. Die koedukative und konfessionslose Schule unterrichtet in einer deutschsprachigen und in einer französischsprachigen Abteilung. Neben diesen offiziellen Landessprachen der Schweiz wird auch Englisch unterrichtet.  Die Unterrichtssprache der Schule ist Spanisch.

## Geschichte
Die Schule wurde von einer Gruppe Schweizer Bürgerinnen und Bürger in Bogotá gegründet mit dem Ziel ihren Kindern eine Ausbildung zu ermöglichen, die es ihnen erlaubt in die Schweiz zurückzukehren und dort ein Universitätsstudium zu absolvieren. Der Unterricht begann 1948 in einem Haus an der Kreuzung von der Carrera 7 mit der Calle 48 an der Stadtgrenze von Bogotá. Am Anfang gab es 48 Schüler, die auf den Kindergarten und vier Grundschulklassen verteilt waren und von fünf Schweizer Lehrern unterrichtet wurden. Im Jahre 1953 konnte die Schule die neuen von einem Schweizer Architekten entworfenen Gebäude an der Kreuzung Calle 128 mit der Carrera 71A beziehen. 1981 war das erste Abschlussjahr einer in Deutsch unterrichteten Klasse, zuvor wurde nur der Französischunterricht angeboten.

## Konzept
Das Bildungsprogramm ist von Educationsuisse reguliert und von den Kantonen Bern und Wallis gesponsert. An der Schule unterrichten 72 Lehrpersonen aus der Schweiz, Kolumbien und Frankreich um die 770 Schüler. Der höchste Abschluss der Schule entspricht der Matura in der Schweiz und dem kolumbianischen Bachillerato.  